# Eurybrochis
Eurybrochis is een geslacht van wantsen uit de familie van de Miridae (Blindwantsen). Het geslacht werd voor het eerst wetenschappelijk beschreven door George Willis Kirkaldy in 1902.

## Soorten
Het genus bevat de volgende soorten:

- Eurybrochis politus (Distant, 1909)
- Eurybrochis zanna Kirkaldy, 1902